# Carl Friedrich Fechhelm
Carl Friedrich Fechhelm (* 1723 in Dresden; † 25. November 1785 in Berlin) war ein deutscher Maler und Bühnenbildner. Er gehörte zu den bedeutenden Künstlern des Friderizianischen Rokoko.

## Leben

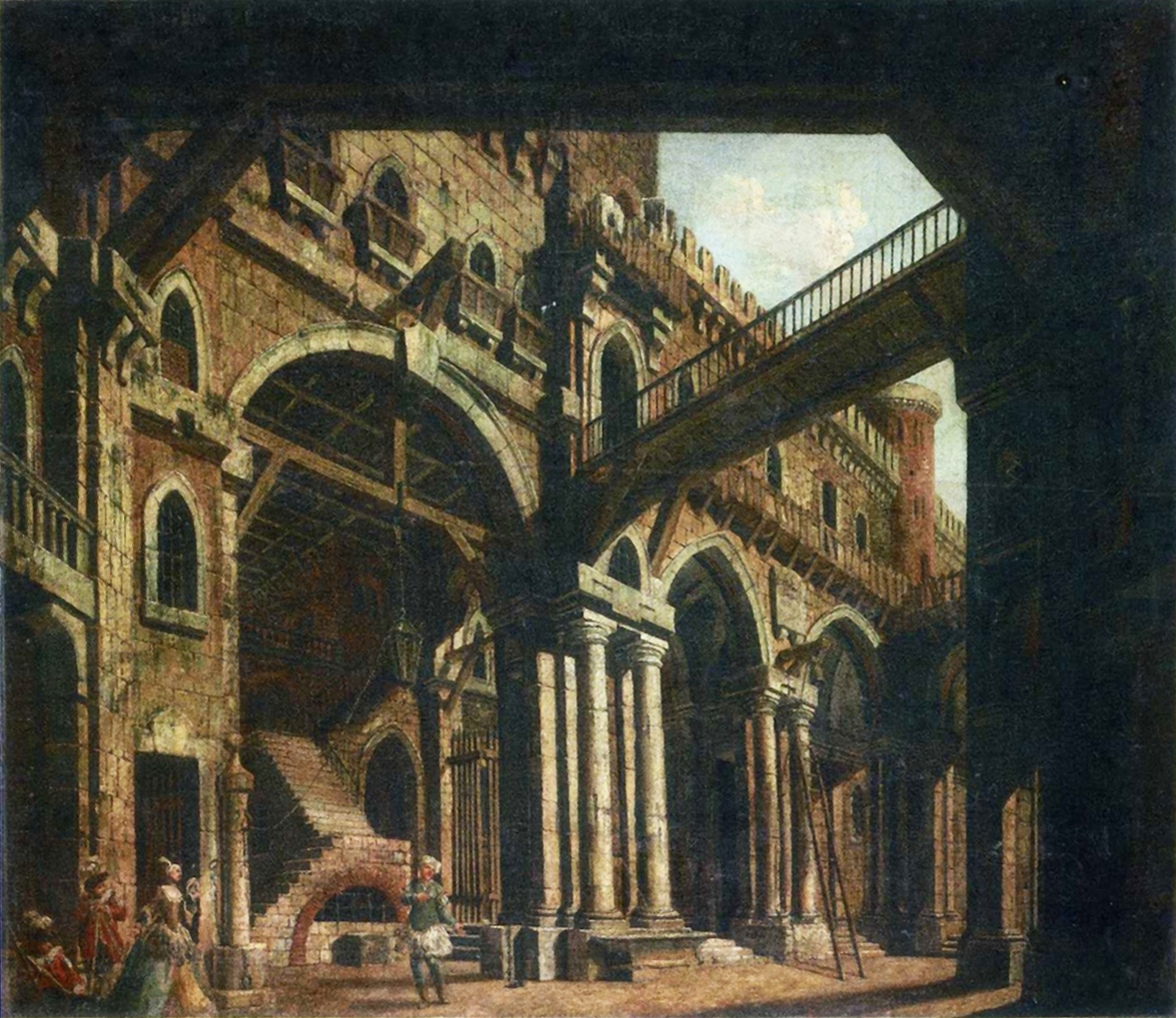
Bühnenbild:
Montezuma, 3. Akt

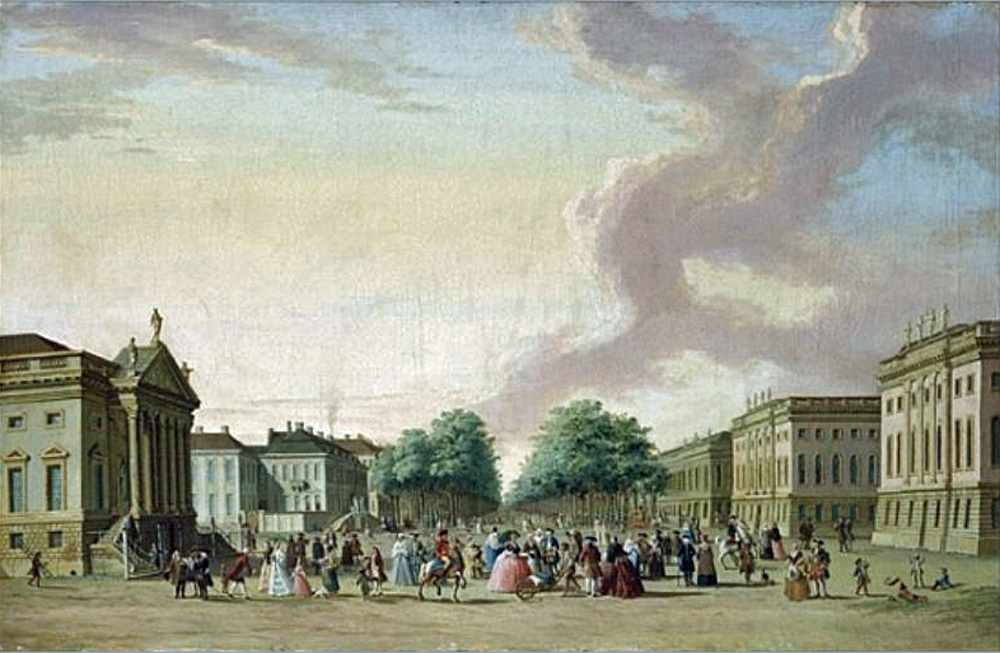
Stadtansicht:
Unter den Linden Berlin, um 1770

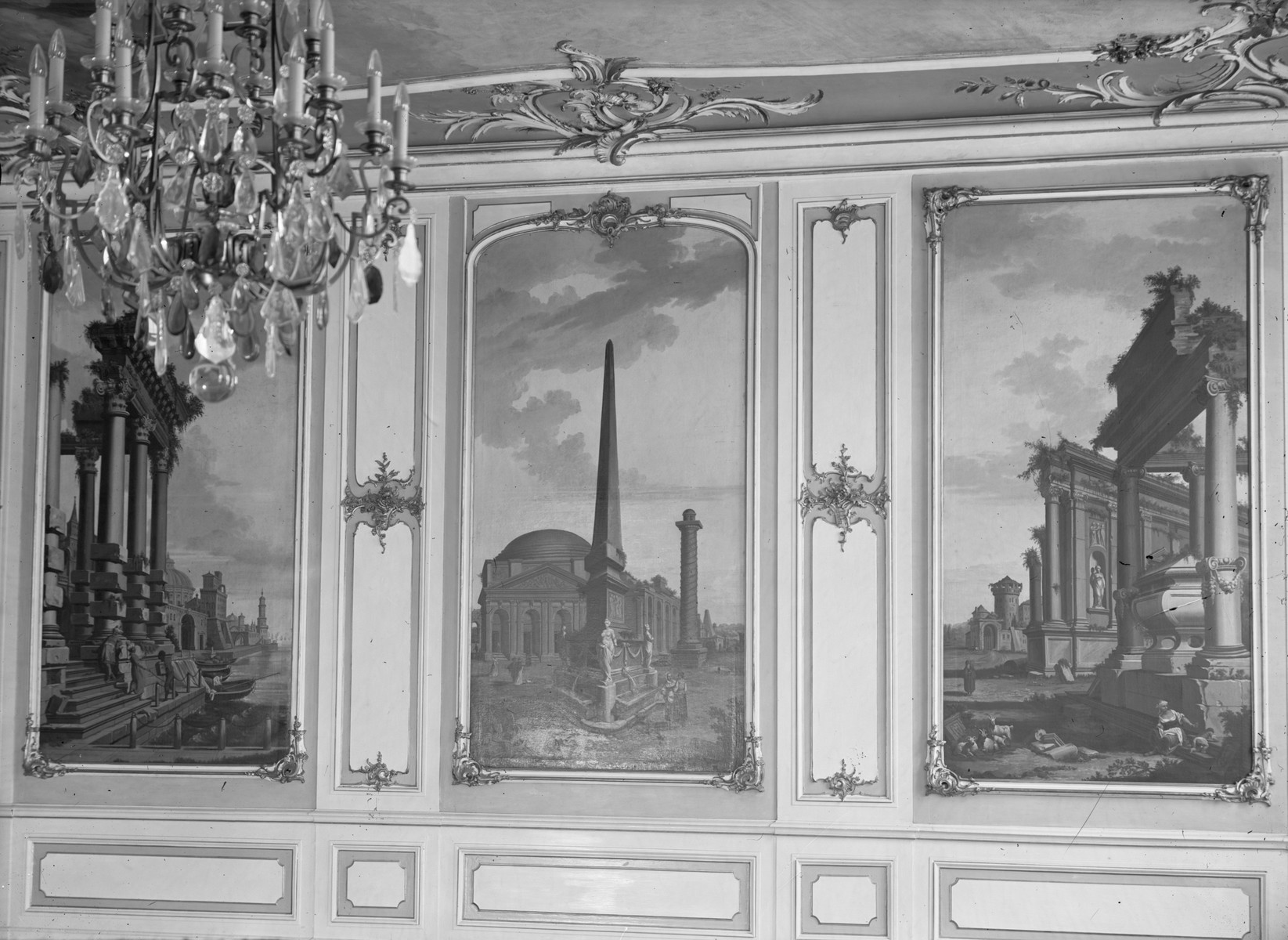
Raumausstattung:
Festsaal Ermelerhaus

Carl Friedrich Fechhelm war der Älteste von vier als Maler tätigen Brüdern, welche er auch unterrichtete (Christian Gottlieb Fechhelm (1732–1816), Georg Friedrich Fechhelm (* 1740) und Carl Traugott Fechhelm (1748–1819)). Er selbst erlernte die Mal- und Zeichenkunst unter Adam Friedrich Oeser in Dresden und Franz Müller in Prag. Er hielt sich in Prag, Dresden sowie Wien auf, wo er Schüler des Giuseppe Galli da Bibiena war. Mit diesem zusammen ließ er sich schließlich 1754 in Berlin nieder.
Hier wurde er 1756 zum königlich-preußischen Hoftheatermaler ernannt. Neben seiner Tätigkeit als Bühnenmaler schuf er hauptsächlich Frescobilder. Für das Operntheater und die Schlösser in Potsdam, Charlottenburg und Rheinsberg sowie das Berliner Ermelerhaus schmückte er verschiedene Zimmer mit Malereien, möglicherweise auch für das Gutshaus Groß Kreutz (Havel). Wandbilder und Supraporten aus dem Ermelerhaus befinden sich seit 1966 im Märkischen Museum. Aber auch einige Stadtansichten von Berlin, in Öl gemalt, sind überliefert.
Im Jahre 1764 wurde er Ehrenmitglied der Berliner Akademie der bildenden Künste und mechanischen Wissenschaften. Einer seiner Schüler war der Maler Johann Georg Rosenberg.

## Werke (Auswahl)
- Unter den Linden, Berlin
- Gendarmenmarkt, Berlin
- Blick auf den Neuen Markt mit St. Marienkirche, Berlin.